# Hudilaran (Bairro Pite)
Hudilaran (Hudi Laran) ist ein Stadtteil der osttimoresischen Landeshauptstadt Dili. Er liegt im Sucos Bairro Pite (Verwaltungsamt Dom Aleixo, Gemeinde Dili). Der Name in Tetum bedeutet übersetzt „Bananenhain“.

## Lage
Hudilaran befindet sich im Nordwesten vom Suco Bairro Pite. Grob liegt der Stadtteil zwischen der Avenida Nicolau Lobato im Norden, der Avenida Hudi-Laran im Süden, der Rua de Komunal im Westen und dem Stadtteil Bairro Pite im Osten. In etwa kann man die Aldeias Andevil, Bita-Ba, Licarapoma und Teki-Teki dazu zählen. Der Stadtteil liegt in einer Meereshöhe von 18 m.

## Einrichtungen
An der Ecke Avenida Nicolau Lobato/Rua de Bedik-Hun liegt das Verteidigungsministerium Osttimors. Weiter entlang der Rua de Bedik-Hun nach Süden befindet sich gegenüber die Agentur für Nationale Entwicklung ADN (tetum Ajensia de Dezenvolvimentu Nasional, portugiesisch Agência de Desenvolvimento Nacional). Das Gebäude beherbergte auch das zwischen 2015 und 2017 und zwischen 2018 und 2020 bestehende Ministerium für Projekte und strategische Investitionen.
Im Südosten von Bita-Ba befindet sich an der Avenida de Hudi-Laran der Sitz von Radio Liberdade Dili.